# Estela Barnes de Carlotto

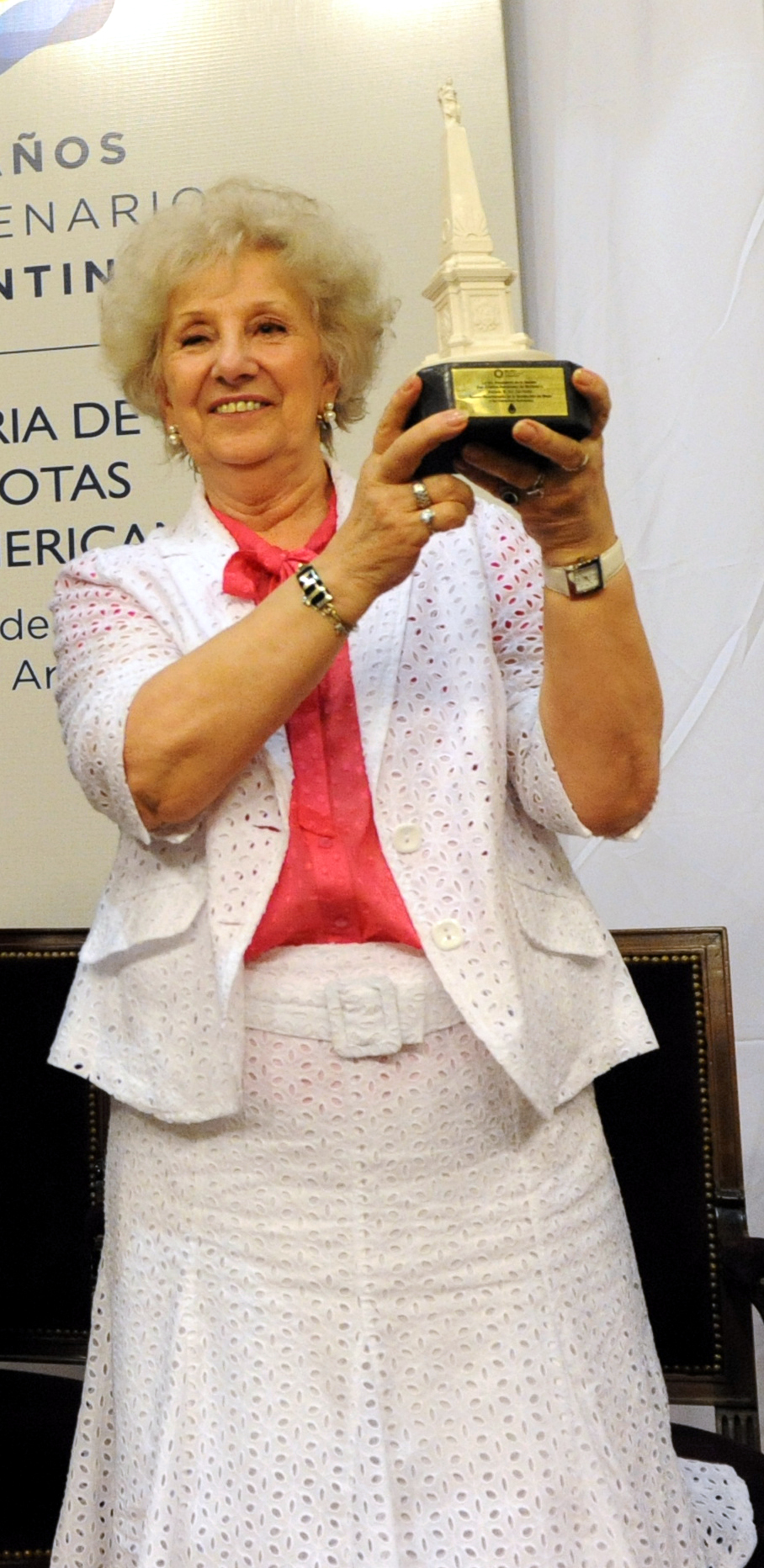
Estela de Carlotto

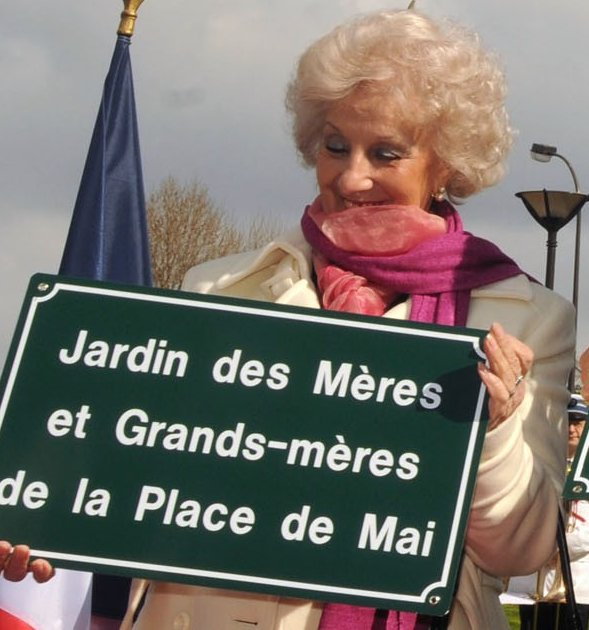
Estela de Carlotto

Estela Barnes de Carlotto (ur. 22 października 1930 w Buenos Aires) – argentyńska działaczka praw człowieka i liderka organizacji Babcie z Plaza de Mayo.

## Życiorys
Estela Barnes de Carlotto urodziła się 22 października 1930 roku w Buenos Aires. Jej rodzina przeniosła się do La Platy w 1940 roku, a w 1950 roku rozpoczęła pracę jako nauczycielka w szkole podstawowej. Uczyła w Brandsen, a później w La Plaza, gdzie ostatecznie została dyrektorem szkoły. Poślubiła Guido Carlotto; z tego związku urodziła czworo dzieci. W 1976 roku doszło do wybuchu brudnej wojny, wówczas w 1977 roku założyła stowarzyszenie Babcie z Plaza de Mayo której celem było poszukiwanie zaginionych wnuków. W dniu 14 września 2011 roku stowarzyszenie Babć z Plaza de Mayo otrzymało pokojową nagrodę UNESCO im. Felixa Houphouet-Boigny. W tym samym roku na podstawie jej historii powstał film pt. Verdades verdaderas, la vida de Estela. Dnia 5 sierpnia 2014 roku, po 35 latach poszukiwań, dzięki testom DNA odnalazła swego wnuka Ignacia Hurbana (Guido Carlotto).